# Takuya Miyamoto (fotbollsspelare född 1983)
Takuya Miyamoto (宮本 卓也 Miyamoto Takuya?), född 8 juli 1983 i Hiroshima prefektur, död 1 maj 2022, var en japansk fotbollsspelare.
Miyamoto började sin karriär 2006 i Cerezo Osaka. 2008 flyttade han till Montedio Yamagata. Han spelade 142 ligamatcher för klubben. Efter Montedio Yamagata spelade han för Avispa Fukuoka. Han avslutade karriären 2013.